# Lázár Erika (orvos)
Lázár Erika (Szeged,   1936.  április 3. –) szülész-nőgyógyász orvos, a krónikus nőgyógyászati gyulladások és meddőség szakértője, a laktobacillus vakcina társfejlesztője, klinikai tesztelője és legjelentősebb magyarországi alkalmazója.

## Élete, munkássága
Hatgyermekes tisztviselő család második gyermekeként született. A szegedi Református Elemi és Általános Iskolában 1950-ben kitűnő eredménnyel végzett. A középiskolát 1954-ben a Szegedi Gépipari Technikum villamos gép gyártó tagozatán szintén kitűnő eredménnyel végezte el. Negyedik osztályban az Országos Középiskolai Tanulmányi Versenyen országos I. helyezést ért el elektrotechnikából. 
Tanulmányait önerőből a Budapesti Műszaki Egyetem Villamosmérnöki Karán folytatta, melyet az 1956-os forradalmi események miatt csak 1962-ben végzett el jeles eredménnyel. A villamosmérnöki diplomát 1964-ben kapta meg kitűnő eredménnyel. 
1957-től 1963 májusáig az Egyesült Izzó és Villamossági Rt.-nél dolgozott, majd a Szegedi MÁV Igazgatóságnál gyengeáramú villamosmérnökként folytatta pályafutását.
1964 szeptemberében kezdte el orvosi tanulmányait a Szegedi Orvostudományi Egyetemen, szintén önerőből, munka mellett. 1970 szeptemberében kapta meg a cum laude orvosi diplomát. 1970. október 1-től a Kazincbarcikai Kórház Szülészet-Nőgyógyászati Osztályán dolgozott. 1974. december 20-án szakvizsgázott szülészet-nőgyógyászatból Szegeden. Azóta folyamatosan szakorvosként dolgozik. Két gyermekét egyedül nevelte fel.
1975-től 1995-ig Újhelyi Károly munkatársa, és részt vesz a krónikus nőgyógyászati gyulladások és meddőség kezelésére valamint a koraszülés megelőzésére alkalmas laktobacillus védőoltás kifejlesztésében. Klinikai tanulmányai során 15 000 nőnek adta be a folyamatos fejlesztés alatt álló összetételű vakcinát, melyet végül 1995-ben törzskönyvezett az Országos Gyógyszerészeti Intézet Gynevac néven. Azóta is ennek a találmánynak a hirdetője, szorgalmazója. 1981-ben Újhelyi kutatócsoportjának tagjaként a „Kiváló Munkáért” országos kitüntetésben részesült e munkájáért. 1984-ben a Hazafias Népfront „Érdemes Társadalmi Munkás” kitüntetéssel díjazta. 1986-ban a Magyar Vöröskereszt adományozta neki a „Kiváló Egészségnevelő Munkáért” kitüntető jelvényt.
Évente több mint 5000 citológiai rákszűrést végzett Kazincbarcikán és a környező falvakban, ezzel nagymértékben csökkentette a méhnyakrák előfordulását Borsod megyében. Kazincbarcika első szabadon választott képviselő testületébe delegálták a város lakói az 1990-es választásokon. 2008. augusztus 20-án Kazincbarcika város Elismerő Plakettjét kapta meg „A Városért Kifejtett Áldozatos Munkájáért” Kazincbarcika Város Önkormányzatától.
1993 februárjától 2016 végéig a budapesti Szent István Kórház Nőgyógyászati Osztályán dolgozott. Azóta saját magánrendelésében dolgozik. A Gynevac vakcinával és a hasonló, Németországban gyártott Gynatren vakcinával legalább 30 000 magyar gyermek létét, egészséges megszületését segítette főleg Magyarországon, de más országokban, még az USA-ban is.

## Jelentősebb művei
- Újhelyi Károly, Lázár Erika, Institoris István (1978. november 7-10.). „A lactobacillus vaccinatio hatása a perinatalis mortalitásra és morbiditásra I. A lactobacillus és a lactobacillus vaccina szerepe az urogenitális gyulladásoknál és ezek felszámolásánál” A Magyar Nőorvos Társaság Nagygyűlése.: 119, Pécs: Magyar Nőorvos Társaság.
- Lázár Erika, Institoris István, Varga Gyula, Újhelyi Károly (1978. november 7-10.). „A lactobacillus vaccinatio hatása a perinatalis mortalitásra és morbiditásra II. A lactobacillus vaccinálással elért eredmények” A Magyar Nőorvos Társaság Nagygyűlése.: 120, Pécs: Magyar Nőorvos Társaság.
- Lázár Erika, Varga Gyula, Institoris István, Újhelyi Károly (1981). „Kis súlyú újszülöttek arányszámának csökkentése terhesek lactobact vakcinációjával”. Orvosi Hetilap 122 (37), 2263–2268. o. DOI 10.1556/650.1981.09.06. ISSN 0030-6002. PMID 7312342. (Hozzáférés ideje: 2020. február 24.)
- Lázár Erika, Varga Gyula, Institoris István, Újhelyi Károly (1982. október 5–6.). „Meddőség kezelése a felszálló nőgyógyászati gyulladások gyógyításának új módszerével” A termékenység, családtervezés, születésszabályozás jelene és jövője: Tudományos kongresszus. András Klinger: 75–77, Budapest: Magyar Család- és Nővédelmi Tudományos Társaság.
- Melles Zoltán, Lázár Erika, Varga Gyula, Andó Béláné (1988). „A chlamydiasis szülészeti-nőgyógyászati és gyermekgyógyászati jelentősége”. Orvosi Hetilap 129 (28), 1477–1479. o. DOI 10.1556/650.1988.07.03. ISSN 0030-6002. PMID 3419811.
- Melles Zoltán, Lázár Erika, Varga Gyula, Andó Béláné (1988). „Chlamydia trachomatis eredetű női sterilitás”. Magyar Nőorvosok Lapja 51 (3), 182–183. o. ISSN 0025-021X.
- Lázár Erika, Varga Gyula, Institoris István, Újhelyi Károly (1988). „A koraszülést befolyásoló tényezők vizsgálata Kazincbarcikán, különös tekintettel a laktobacillus vakcinációra”. Magyar Nőorvosok Lapja 51 (6), 353–356. o. ISSN 0025-021X.
- Lázár Erika, Varga Gyula, Institoris István, Újhelyi Károly (1989). „A terhesek laktobacillus vakcinálásának hatása a perinatális mutatókra”. Magyar Nőorvosok Lapja 52 (1), 27–28. o. ISSN 0025-021X.